# Glass (flod)
Glass är en flod på Isle of Man. Den börjar ungefär 10 kilometer norr om Isle of Mans huvudstad, Douglas. Utanför Douglas rinner Glass ihop med floden Dhoo och bildar floden Douglas. Namnet Glass är det manxiska ordet för grön.